# Lista de localidades de The Simpsons
Esta é uma lista de localidades de ficção de Os Simpsons, que inclui vilas, cidades, empresas, estados e outros locais criados para a série de televisão. Esta lista inclui apenas os lugares que existem apenas de universo dos Simpsons, não na vida real os locais que apareceram no show.

## North Takoma
North Takoma, ou Tacoma do Norte, é um estado fictício, onde se encontra a cidade de Springfield (The Simpsons), lugar onde vivem Os Simpsons. Sua capital é a Capital City, sua governadora, em alguns episódios, é Mary Bailey.

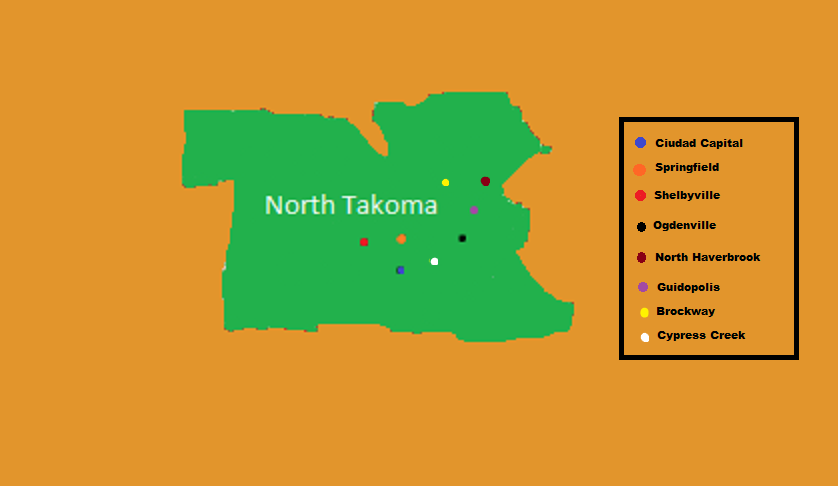
Suposto mapa de Tacoma do Norte e suas cidades

Suas cidades são:
- Capital City  (776,410)
- Springfield (30,720)
- Shelbyville (9,140)
- Ogdenville (10.000)
- Guidopolis (7.200)
- North Haverbrook (5.456)
- Brockway (2.102)
- Cypress Creek (1.200)

## Cidades
| Nome             | Descrição |
| ---------------- | --- |
| Springfield      | |
| Shelbyville      | - Cidade vizinha a Springfield; ambas sempre foram inimigas desde suas fundações em 1796 - Possui muitas inversões com relação à primeira: Cerveja Fudd, Usina/Central Geotérmica de Shelbyville, time dos Shelbyville Shelbyvillians, entre outros. |
| Ogdenville       | - A Escola Primária de Ogdenville leva o prêmio de melhor banda musical em um dos episódios, o que causa em Lisa indignação e revolta, pois eles haviam trapaceado usando Neons, o que segundo ela, não era permitido - A cidade já foi nocauteada e enganada por Lyle Lanley, que apresentou à população um monotrilho que arruinara toda a cidade. - A cidade é conhecida pela intensa atividade rural, como mostra no episódio "Coming to Homerica", em que Ogdenville é apresentada como uma cidade com grandes plantações de cevada, e onde seus cidadãos mostram ter estilo caipira. |
| Guidópolis       | - Cidade em que Homer vai comprar leite no episódio "O Homer Guincho" e consegue o emprego de motorista de guincho, também fica preso por não cumprir as regras impostas por Lou, o homem que lhe deu o emprego. |
| North Haverbrook | - O mesmo caso de Ogdenville: foi sabatinada por Lyle Lanley. |
| Brockway         | - Assim como Ogdenville e North Haverbrook, foi sabatinada por Lyle Lanley no Monorail. |
| Cypress Creek    | - Possui uma usina de força semelhante a Usina Nuclear de Springfield. - Cidade mais modernizada, onde as casas se auto-arrumam. |

## Empresas
| Nome                                           | Descrição |
| ---------------------------------------------- | --- |
| Canhotório                                     | - Loja para canhotos da qual Ned Flanders é dono. - O Canhotório é uma das raras lojas de Springfield que nunca foi assaltada - Homer já acabou com o Canhotório mas ajudou Ned a se recuperar indicando a loja para vários canhotos como o Sr. Burns, Moe, etc. - Ned até que poderia ganhar mais dinheiro com o Canhotório, mas às vezes deixa as pessoas levarem produtos de graça, ou carimbar o tíquete do estacionamento, por pena. |
| Discoteca do Stu                               | - Discoteca à moda dos anos 70 de Disco Stu. (*Disco Stu é o nome de um de um dos personagens e não uma discoteca. O personagem é afficcionado ao estilo musical "disco music"). |
| Surly Joe Foundation Repair                    | - Empresa especializada em reparos de fundações de casas. |
| King Toot's Music Store                        | - Loja de instrumentos musicais ao lado da Taverna do Moe. |
| Taverna do Moe                                 | - Local preferido de Carl, Lenny, Homer e Barney para beber uma cerveja e é um dos locais de Springfield que mais aparece no desenho. |
| Taverna do Joe                                 | - Versão Shelbyville da Taverna do Moe, aqui se bebe cerveja Fudd em lugar da Duff. |
| Kwik E' Mart                                   | - Localizado no coração de Springfield. Administrado por Apu. |
| Speed-E-Mart                                   | - Versão Shelbyville do Kwik E' Mart, no coração da mesma cidade. Administrado por um vietnamita oposto à religião hindu. |
| Barney's Bowl-a-Rama                           | - O clube de boliche da cidade, pertence a Barney e seu tio Al (Alfred Gumble). |
| Maison Derriere                                | - "Casa de má fama" administrada por Belle. |
| Lard Lad Donuts                                | - Loja de doughnuts onde Homer e o Chefe Wiggum costumam parar para fazer uma boquinha após (ou durante) o expediente. |
| Krusty Burger                                  | - Cadeia de restaurantes fast food amplamente espalhada por Springfield e suas redondezas. - Obviamente é de propriedade do palhaço Krusty (e seus acionistas) - Geralmente utiliza-se de carne de qualidade duvidosa na preparação de seus lanches, os quais Homer e Bart adoram. |
| Castelo dos Aposentados                        | - O asilo para idosos de Springfield - Aqui normalmente vive Abe Simpson, seus colegas de guerra e os residentes mais velhos da cidade (passam quase todo dia sem fazer absolutamente nada). |
| Terra do Itchy & Scratchy                      | - Parque de diversões temático do Itchy & Scratchy, e onde a família Simpson passou as férias num episódio da série. |
| Try-N-Save                                     | - Loja de departamento. |
| Clube de Armas de Springfield                  | - Lugar onde se pratica tiros. |
| Boys R Us                                      | - Paródia de uma loja de brinquedos que em The Simpsons, vende garotos robôs. |
| Não Acredito Que Seja Uma Empresa De Advogados | - Empresa de advogados de Lionel Hutz |
| Calabouço do Andróide                          | - Loja de quadrinhos do Jeff Albertson (ou o Cara dos Quadrinhos). |

## Escolas
| Nome                                    | Descrição |
| --------------------------------------- | --- |
| Escola Primária de Springfield          | - Escola onde estudam todas as crianças e adolescentes de Springfield. |
| Escola Primária de Shelbyville          | - Escola aonde estudam todas as crianças e adolescentes de Shelbyville. Nela há uma versão feminina de Zelador Willie no cargo da jardinagem.                                            |
| Departamento de Trânsito de Springfield | - Escola do trânsito de Springfield, onde se tira a carteira de motorista e cursos de reciclagem onde trabalham as irmãs de Marge, Patty e Selma Bouvier (direção defensiva).            |
| Escola Primária de Springfield Oeste    | - Escola construída com as mesmas plantas da Escola Elementar de Springfield onde a Lisa vai parar depois de pegar uma carona para escola com o Krusty no episódio "A Trilogia do Erro". |
| Universidade Springfield                | - Universidade onde Homer estudou. |
| Universidade A&M                        | - Universidade onde Lenny e Carl estudaram. - Rival da Universidade Springfield. |

## Igrejas e Templos
| Nome                                         | Descrição |
| -------------------------------------------- | --- |
| Primeira Igreja de Springfield               | - A Primeira Igreja de Springfield pertence a The Western Branch American Reform of Presbyluteranism é a igreja cristã protestante em Springfield. Pertence ao Reverendo Lovejoy.      |
| A.M.E. (Igreja Medorista Episcopal Africana) | - A Igreja rival da Primeira Igreja de Springfield, sempre roubando fiéis do Reverendo Lovejoy, a igreja tem como fiéis a Família Hibbert, o policial Lou entre outros.                |
| Colégio Católico de Springfield              | - Colégio em que Bart vai estudar após ser expulso da Escola Primária, lá um padre tenta converter ele e Homer ao Catolicismo.                                                         |
| Templo de Springfield                        | - Templo Budista no qual Lisa frequenta após se converter ao Budismo, pois não aceitava os patrocinadores da Igreja do Reverendo, lá também é o templo em que Lenny e Carl frequentam. |

A cidade também possui uma sinagoga judaica, onde o palhaço Krusty e seu pai o rabino Heyman Krustofsky frequentam.

## Usinas/Centrais poli-energéticas
| Nome                                    | Descrição |
| --------------------------------------- | --- |
| Usina Nuclear de Springfield            | - A usina/central nuclear de Springfield, pertence ao ambicioso Mr. Burns - Homer, Lenny e Carl trabalham lá - Homer é o inspetor de segurança, o que geralmente produz os mais variados desastres envolvendo energia nuclear - A usina normalmente se livra do lixo radioativo despejando-o de forma ilícita em áreas de preservação ambiental ao redor da cidade. |
| Usina/Central Geotérmica de Shelbyville | - A usina/central geotérmica de Shelbyville, pertence a Aristotle Amadopolis, que em oposição a Mr. Burns, é mão-aberta, amigável e boa gente. |
| Incorporação Globex                     | - Indústria semelhante a Usina Nuclear de Springfield. - Homer trabalhou na Incorporação como chefe de um departamento. |

## Hospitais
| Nome                                     | Descrição                                                 |
| ---------------------------------------- | --------------------------------------------------------- |
| Hospital Geral de Springfield            | - O hospital geral de Springfield pega fogo num episódio. |
| Hospital Memorial Marvin Monroe          |                                                           |
| Central Médica Geriátrica de Springfield |                                                           |
| Hospital Psiquiátrico Calmwood           |                                                           |

### Times esportivos regionais
| Nome                       | Descrição                                                                            |
| -------------------------- | ------------------------------------------------------------------------------------ |
| Isótopos de Springfield    | - São os times de baseball das respectivas cidades. Ambos são time de liga inferior. |
| Shelbyville Shelbyvillians | - São os times de baseball das respectivas cidades. Ambos são time de liga inferior. |
| Springfield Atoms          | - São as equipes de futebol americano das respectivas cidades.                       |
| Shelbyville Sharks         | - São as equipes de futebol americano das respectivas cidades.                       |

## Outros
| Nome             | Descrição |
| ---------------- | --- |
| Krustylu Studios | * Krustylu Studios é onde todos os shows do Canal 6 são filmados que inclui Krusty the Clown show e as notícias com Kent Brockman. Localizado em frente a Fábrica de Caixas. |

### Fatos
A cidade de Shelbyville foi fundada em 1796 por Shelbyville Manhattan, que tinha a crença de que as pessoas deveriam ter o direito de casar com primas, uma prática desencorajada pelo companheiro explorador e fundador de Springfield Jebediah Springfield. Devido a esse desentendimento seus fundadores se separam e seguiram seus caminhos. Desde aquele tempo, o povo de Springfield e Shelbyville tem mantido uma grande rivalidade. A rixa foi mostrada no episódio "Lemon of Troy" ("O Limoeiro de Troia") quando um grupo de crianças de Shelbyville roubaram o limoeiro de Springfield.
As pessoas de Shelbyville não são aparentemente mais inteligentes ou menos agressivas que as pessoas de Springfield, como foi notado no episódio "Homer Loves Flanders" ("Homer ama Flanders") em que é citado que pessoas de Shelbyville sabotaram o reservatório de água de Springfield como vingança por pessoas de Springfield terem incendiado a prefeitura de Shelbyville. Em outras ocasiões Shelbyville foi mostrada como culturalmente mais sofisticada do que Springfield, com um melhor sistema de ensino e saúde, conforme disse Abraham Simpson: "Vou para um lugar melhor. O hospital de Shelbyville!".
Os estabelecimentos de Shelbyville parodiam os de Springfield, como a Escola Primária de Shelbyville, onde trabalha uma versão feminina do Zelador Willie, a loja de conveniência Speed-E-Mart e a Taverna do Joe onde é servida a cerveja Fudd Beer.
Além disso a cidade possui também um pequeno shopping, um hotel Best Western, um depósito de lixo, o marco natural "Rolling Rocc" (uma rocha gigante rolando entre dois penhascos) e as Cataratas de Shelbyville. Há também em Shelbyville um restaurante McDonald's enquanto Springfield possui o Krusty Burger.
Os principais times de Shelbyville são o Shelbyville Shelbyvillians, de baseball e o Shelbyville Sharks, de Futebol Americano. Uma vez por ano, ocorre o "Pigskin Classic", jogo de futebol americano entre o Shelbyville Sharks e o Springfield Atoms, time de futebol de Springfield.
- Shelbyville tem pelo menos um subúrbio, o Shelbyville Heights.
- Luanne Van Houten, mãe de Milhouse Van Houten, nasceu em Shelbyville, para profundo desgosto de seu marido, Kirk Van Houten.
- Shelbyville derrotou Springfield na concorrência para os Jogos Olímpicos, depois de Springfield ter perdido as chances de ganhar pela apresentação da comédia racista de Bart Simpson.

## Localidades

### Shelbyville
Shelbyville é uma cidade fictícia da série de televisão The Simpsons, localizada ao lado de Springfield. Segundo a série, existe uma intensa rivalidade entre Shelbyville e Springfield. Shelbyville, segundo Abraham Simpson, já foi chamada de Morganville no passado.

### Localização
Como Springfield, Shelbyville é uma cidade localizada em um estado dos Estados Unidos da América. Springfield e Shelbyville são duas cidades-irmãs, que compartilham pelo menos uma estrada entre elas e o sistema de imprensa de Springfield, particularmente a estação de rádio KBBL, atende as duas cidades. Springfield é aparentemente a mais dominante das cidades.